# Andrzej Kasiura
Andrzej Kasiura (ur. 17 czerwca 1969 w Krapkowicach) – polski polityk i samorządowiec, działacz mniejszości niemieckiej, członek zarządu województwa opolskiego w trzech kadencjach, od 2010 burmistrz Krapkowic.

## Życiorys
Ukończył w 1994 inżynierię środowiska na Wydziale Inżynierii Środowiska Politechniki Wrocławskiej. Odbył studia podyplomowe z prawa bankowego i rachunkowości na wrocławskich uczelniach. Krótko był zatrudniony jako inspektor ds. energetycznych. Od 1994 do 2002 pracował w Banku Śląskim, dochodząc do stanowiska naczelnika wydziału.
W 2002 został powołany w skład zarządu województwa opolskiego II kadencji. Utrzymał to stanowisko także po wyborach samorządowych w 2006, w których wybrano go również z listy Mniejszości Niemieckiej do sejmiku III kadencji. W wyborach w 2010 utrzymał mandat radnego województwa, pozostał także w składzie zarządu. Zrezygnował jednak z obu tych funkcji w związku z wyborem na urząd burmistrza Krapkowic. Stanowisko burmistrza utrzymywał również w wyniku kolejnych wyborów w 2014, 2018 i 2024.
Został działaczem Towarzystwa Społeczno-Kulturalnego Niemców na Śląsku Opolskim. W 2018 objął funkcję skarbnika partii „Regionalna. Mniejszość z Większością”. Obejmował funkcje delegata strony polskiej do Parlamentu Euroregionu Pradziad z siedzibą w Prudniku oraz skarbnika Stowarzyszenia Gmin Polskich Euroregionu Pradziad.

## Odznaczenia
- Odznaka Honorowa za Zasługi dla Samorządu Terytorialnego (2025)[8]
- Brązowy Medal za Zasługi dla Policji (2014)[9]
- Odznaka Honorowa Za Zasługi dla Województwa Opolskiego (2017)[10]